# بروكس جونسون
بروكس جونسون (بالإنجليزية: Brooks Johnson)‏ هو عداء سريع أمريكي، ولد في 28 فبراير 1934.